# Žiča (Kraljevo)
Pour les articles homonymes, voir Žiča.
Žiča (en serbe cyrillique : Жича) est une localité de Serbie située sur le territoire de la ville de Kraljevo, district de Raška. Au recensement de 2011, elle comptait 4 902 habitants.
Žiča est officiellement classé parmi les villages de Serbie. Sur le territoire de la localité se trouve le monastère orthodoxe serbe de Žiča.

## Démographie

### Évolution historique de la population
| 1948  | 1953  | 1961  | 1971  | 1981  | 1991  | 2002  | 2011  |
| ----- | ----- | ----- | ----- | ----- | ----- | ----- | ----- |
| 1 469 | 1 572 | 1 740 | 2 423 | 3 260 | 3 740 | 3 982 | 4 902 |

|  |